# Bifenil policlorurat

Structura chimică generală a bifenililor policlorurați

Bifenilii policlorurați (PCB) reprezintă o clasă de compuși organici derivați de la bifenil cu formula chimică C12H10−xClx. Bifenilii policlorurați erau la un moment dat utilizați pe larg ca dielectric și fluide de răcire în aparatele electrice, și la fabricarea izolatorilor electrici. Din cauza duratei lungi de viață, PCB încă mai sunt utilizați, însă sinteza lor a scăzut drastic începând cu anii 1960, când au fost identificate anumite probleme legate de aceștia. Datorită toxicității pe care o au asupra mediului și fiind clasificați ca și poluanți organici persistenți, PCB au fost interziși de către Convenția de la Stockholm din 2001.